# Skjöldólfsstaðahnúkur
Skjöldólfsstaðahnúkur är en bergstopp i republiken Island. Den ligger i regionen Austurland, 300 km öster om huvudstaden Reykjavík. Toppen på Skjöldólfsstaðahnúkur är 801 meter över havet, eller 213 meter över den omgivande terrängen. Bredden vid basen är 4,6 km.
Trakten runt Skjöldólfsstaðahnúkur är nära nog obefolkad, med mindre än två invånare per kvadratkilometer. Det finns inga samhällen i närheten. Trakten runt Skjöldólfsstaðahnúkur består i huvudsak av gräsmarker.